# Spontanitet
Spontanitet er et prædikativ, der kan beskrive en måde at handle på eller sættes som egenskab for en person.

## Spontane handlinger og følelser
En spontan handling er en umiddelbar handling, der mere beror på følelser og fornemmelser end på velovervejet fornuft. Dette er ikke nødvendigvis ensbetydende med, at den spontane handling er uhensigtsmæssig, for talent og rutine kan have gjort, at man instinktivt er i stand til at gøre det rigtige, uden at tænke noget videre over det. Man bruger også udtrykket at "det er kommet ind på rygmarven". I følelseslivet er det vigtigt, at man er i stand til at være impulsiv og eksempelvis udvise kærlighed og omsorgsfuldhed overfor sine nærmeste, uden at dette er iblandet gustent overlæg eller beregning vedrørende spørgsmålet, om det nu også kan betale sig eller ej. Kan man ikke det, er man en slags menneskelig invalid, en psykopat - eller eventuelt stresset.
For kunstnere af enhver slags er et vist mål af spontanitet et must. Det er for de fleste almindelige mennesker umuligt ved tankens kraft at foretage alle de beregninger, der alternativt skulle til for at opnå et resultat, som er jævnbyrdigt med det, som en talentfuld kunstner med sin kunstneriske intuition til hjælp er i stand til at præstere. 
Bagsiden af medaljen kan være, at en spontan handling har større tendens til at medføre uforudsete problemer sammenlignet med en gennemtænkt. Hvis man f.eks. bruger en masse penge på hasardspil, fordi man en dag "føler sig heldig" eller kører over for rødt, fordi man ikke værdsætter færdelsreglerne, eller lignende uansvarlige handlinger, så kan man komme temmelig galt af sted med sin spontanitet. Man kan også spontant komme til at forveksle det rørende med det praktiske, og således utilsigtet komme til at volde mere skade end gavn med ens følsomhed.

## Spontane personer
Spontanitet kan opfattes som en iboende egenskab, noget man er født med, eller rettere som hos nogle personer i højere grad end andre erstattes af moden velovervejenhed med alderen, for vi fødes næsten alle 100% spontane.[kilde mangler]
Nogle mener, at kvinder er mere spontane og impulsive end mænd både i positiv og negativ forstand. Og ligeså, at logisk fornuft er en særlig maskulin måde at tænke på, som kvinder almindeligvis ikke forstår. Andre igen er overbevist om, at folk der er født under bestemte stjernetegn, er mere spontane end andre. Mange af disse teorier er givetvis skrøner. Man kan ikke bevidst (altså uspontant) være mere eller mindre spontan, end man er.